# EHC Thüring
L'EHC Thüring - Blacks Dragons est un club professionnel allemand de hockey sur glace basé à Erfurt. Il évolue en Oberliga, le troisième échelon allemand.

## Historique
Le club est créé en 1947 sous le nom de KWU Erfurt. Il a changé plusieurs fois de nom au cours de son histoire:
- 1957: SC Turbine Erfurt
- 2006: EHC Erfurt
- 2007: EHC Thüring - Blacks Dragons

### Palmarès
- Aucun titre.